# New Way Home
New Way Home è il singolo di debutto del cantante finlandese Isac Elliot, tratto dall'album di debutto Wake Up World. Il brano è stato pubblicato il 14 febbraio 2013. Nel singolo è pure compresa la versione karaoke del brano.
La musica è stata composta da Alexander Austheim, Joonas Angeria e Ilan Kidron mentre i testi da Angeria, Kidron e Paradise Oskar.
Il singolo è entrato nelle classifiche finlandesi ed è rimasto per due settimane consecutive alla prima posizione nella classifica dei brani più venduti mentre la posizione massima raggiunta nella classifica dei brani più scaricata è stata la quarta. Il brano è entrato anche nella classifica norvegese raggiungendo la sedicesima posizione.
Il singolo ha ottenuto la premiazione del disco d'oro in Finlandia per aver venduto oltre 5.000 dischi.

## Video
Il 14 febbraio 2013 è stato pubblicato un video musicale del brano, contenente solo il testo della canzone. Il video ufficiale è stato invece girato a Miami e pubblicato il 5 aprile 2013.

## Tracce
Download
1. New Way Home – 3:37

CD
1. New Way Home – 3:37
2. New Way Home – 3:37 – versione karaoke

## Classifica
| Classifica           | Massima posizione |
| -------------------- | ----------------- |
| Finlandia            | 1                 |
| Finlandia (digitale) | 4                 |
| Norvegia             | 16                |